# Dichorisandra hexandra
Espèce
Classification APG III (2009)
Synonymes
- Commelina hexandra Aubl. - Basionyme
- Convallaria diffusa Vell.
- Dichorisandra affinis Mart. ex Schult. f.
- Dichorisandra aubletiana Schult. f.
- Dichorisandra aubletiana var. affinis (Mart. ex Schult. f.) C.B. Clarke
- Dichorisandra aubletiana var. brasiliensis Schult. f.
- Dichorisandra aubletiana var. intermedia (Mart. ex Schult. f.) C.B. Clarke
- Dichorisandra aubletiana var. ovata (Mart. ex Schult. f.) C.B. Clarke
- Dichorisandra aubletiana var. persicariifolia C.B. Clarke
- Dichorisandra gracilis Nees & Mart.
- Dichorisandra hexandra (Aubl.) Standl.
- Dichorisandra hexandra (Aubl.) Kuntze ex Hand.-Mazz.
- Dichorisandra inaequalis C. Presl
- Dichorisandra intermedia Mart. ex Schult. f.
- Dichorisandra mexicana C. Presl
- Dichorisandra ovalifolia C. Presl
- Dichorisandra ovata Mart. ex Schult. f.
- Dichorisandra ovata var. ramosior Schult. f.
- Dichorisandra tenuior Mart. ex Schult. f.
- Stickmannia gracilis (Nees & Mart.) Kuntze
- Stickmannia hexandra (Aubl.) Kuntze
- Stickmannia inaequalis (C. Presl) Kuntze
- Stickmannia mexicana (C. Presl) Kuntze
- Stickmannia ovalifolia (C. Presl) Kuntze
- Stickmannia tenuior (Mart. ex Schult. f.) Kuntze[1]

Dichorisandra hexandra est une espèce de plante herbacée néotropicale rampante, appartenant à la famille des Commelinaceae, commune des sous-bois humides.
Elle est connue en Guyane sous le nom de awɨtɨ en Wayãpi (nom qu'elle partage avec Commelina rufipes).

## Utilisation
Dichorisandra hexandra est employée chez les Wayãpi dans une préparation destinée à porter chance lors de la chasse au Hocco (Crax alector).

## Histoire naturelle
En 1775, le botaniste Aublet propose la diagnose suivante :
« 1. COMMELINA (hexandra) floribus ramofis,camilcis. (Tabula 12.)

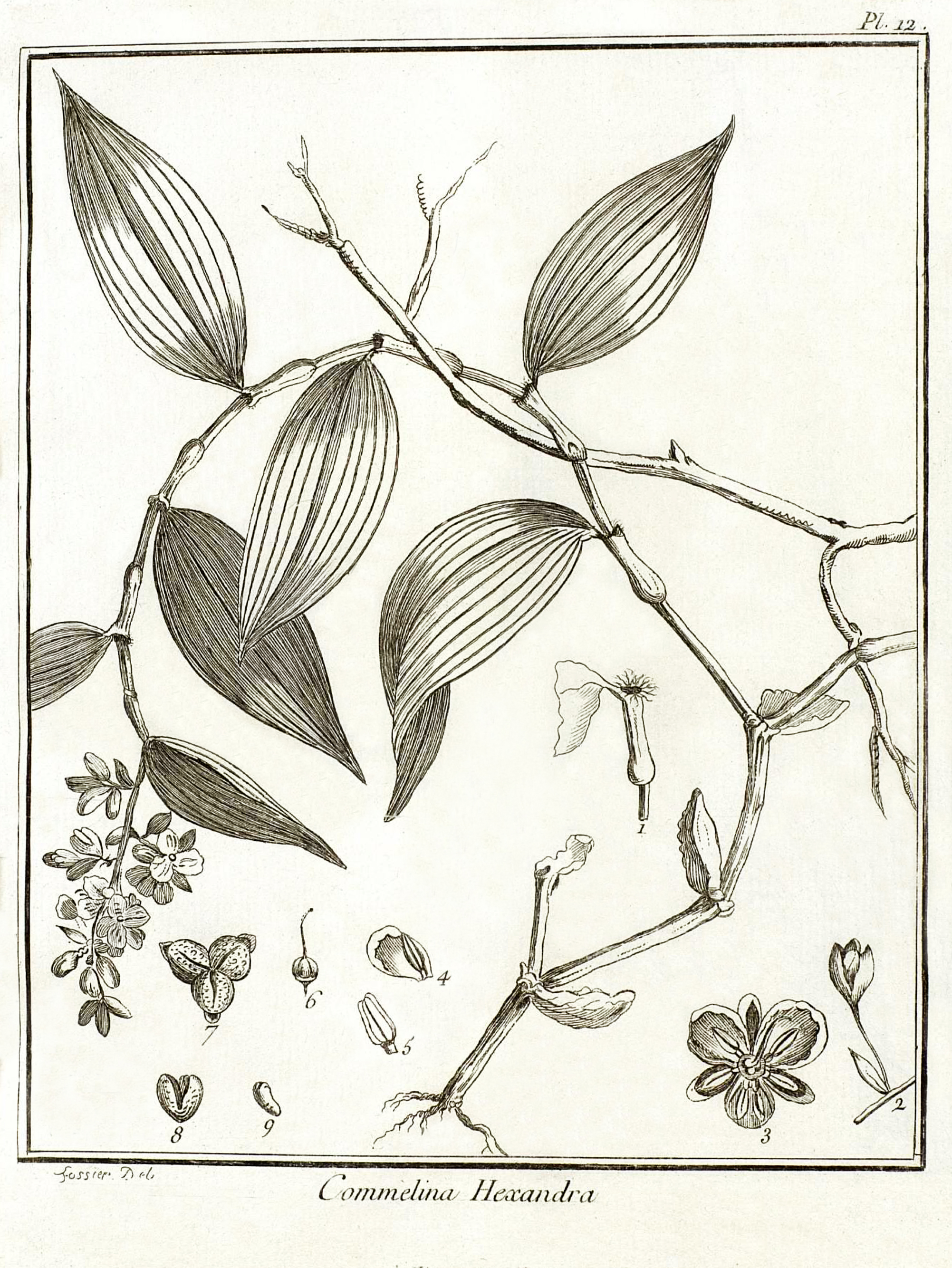
Dichorisandra hexandra par Aublet (1775) Explication de la Planche douzième : 1. Gaine formée par le pédicule de la feuille. - 2. Bouton de fleur, & écaille attachée a ſon pédoncule. - 3. Fleur épanouie. - 4. Étamine attachée à un pétale. - 5. Étamine ſéparée. - 6. Ovaire. Style. Stigmate. - 7. Capſules. - 8. Loge ouverte en deux valves. - 9. Graine.

Planta perennis, caules plures, nodoſos, flexuoſos, tripedales, & amplius, ſupra frutices ſparſos, e radice emirrens. Folia alterna, ovata, ſubpetiolata, acuta, ſtriata, integerrima ; petiolo vaginam oblongam, ventricoſam, pilis coronatam, efFormante. Flores ramoſi terminates; racemulis quadrinoris, ad baſim sou amula munitis. Perianthium tripartitum, laciniis ovatis, concavis, marginibus cæruleis, perſiſtens. Corolla ; petala tria, inæqualia, cærulea, ovata, concava, calice majora, intra diviſiiras calici inſerta. Stamina : filamenta ſex, breviſſima : anthers oblongæ, bilocularæ, ferl'îles, utrinque marginatar, tnargine membranaceo, reflexo, violaceo. Pistillum : gernicn ovatum, trigonum. Stylus longus, ſtriatus. Stigma ſubrotundum. 
Pericarpium: capſula carnoſa, verrucoſa, trigona, trilocularis, trivalvis. Semina folicaria vel bina, in quolibec loculo, quandoque unum abortitur, 
Floret & fructumfert, variis anni temporibus. 
Habitat Caiennæ, & Guianæ, prope ripas fluviorum.  »

« LA COMMELINE à fleur en grappe. (PLANCHE 12.).
Cette plante eſt vivace, a des racines noueuſes, rampantes, & garnies de fibres. Ses tiges ſont noueuſes & ſarmenteuſes, elles s'élèvent à la hauteur d'environ dix pieds, en ſe ſoutenant, & ſe répandant ſur les arbriſſeaux voiſins. De chaque nœud des tiges & des branches, ſort une feuille dont le pédicule forme une gaine renflée, longue d'environ un demi-pouce, couronnée de poils. La feuille eſt ovale, verte, entière, marquée de lignes longitudinales, & terminées en pointe. De l'extrémité des tiges ſortent des grappes de fleurs, & les rameaux qui compoſent cette grappe ſont au nombre de huit, ou de neuf, ayant chacun quatre fleurs ; & celles-ci ont une écaille à leur naiſſance. Le calice eſt d'une ſeule pièce, diviſé profondément en trois parties concaves, dont le bord interne eſt bleu.
La corolle eſt à trois pétales bleus, inégaux, adhérens au calice, l'un grand & l'autre moyen ; ils ſont relevés & épanouis ; le troiſième eſt plus petit & incliné. Les étamines ſont au nombre de ſix, deux font réunies enſemble par leurs filets, & attachées à l'onglet du grand pétale, deux autres ſont attachées à l'onglet de deux pétales moins grands, & les deux dernières ſont placées à la baſe de l'ovaire, & oppoſées au grand pétale ; les filets ſont courts, blancs & charnus.
Les anthères ſont droites, & font corps avec le filet, qui ſe prolonge juſqu'à leur partie ſupérieure ; elles ſont bordées d'un feuillet bleu, qui ſe replie en dedans.
Le pistil eſt un ovaire à trois côtes arrondies, ſurmonté d'un style cannelé, bleu, un peu courbé, & terminé par un stigmate rond.
L'ovaire, en muriſſant, devient une capsule un peu charnue; chagrinée, triangulaire, bleue, recouverte en partie par le calice qui ſubſiſte ; cette capſule eſt ſouvent à trois loges, & s'ouvre en trois valves, chaque loge contient une ou pluſieurs semences, de forme irrégulière ; quelquefois cette capſule n'a que deux loges, la troiſième avortant.
Cette plante croît dans l'île de Caïenne, & dans la Guianne, parmi les buiſſons, & au bord des ruiſſeaux.
Je l'ai trouvée en fleur & en fruit dans toutes les ſaiſons. »

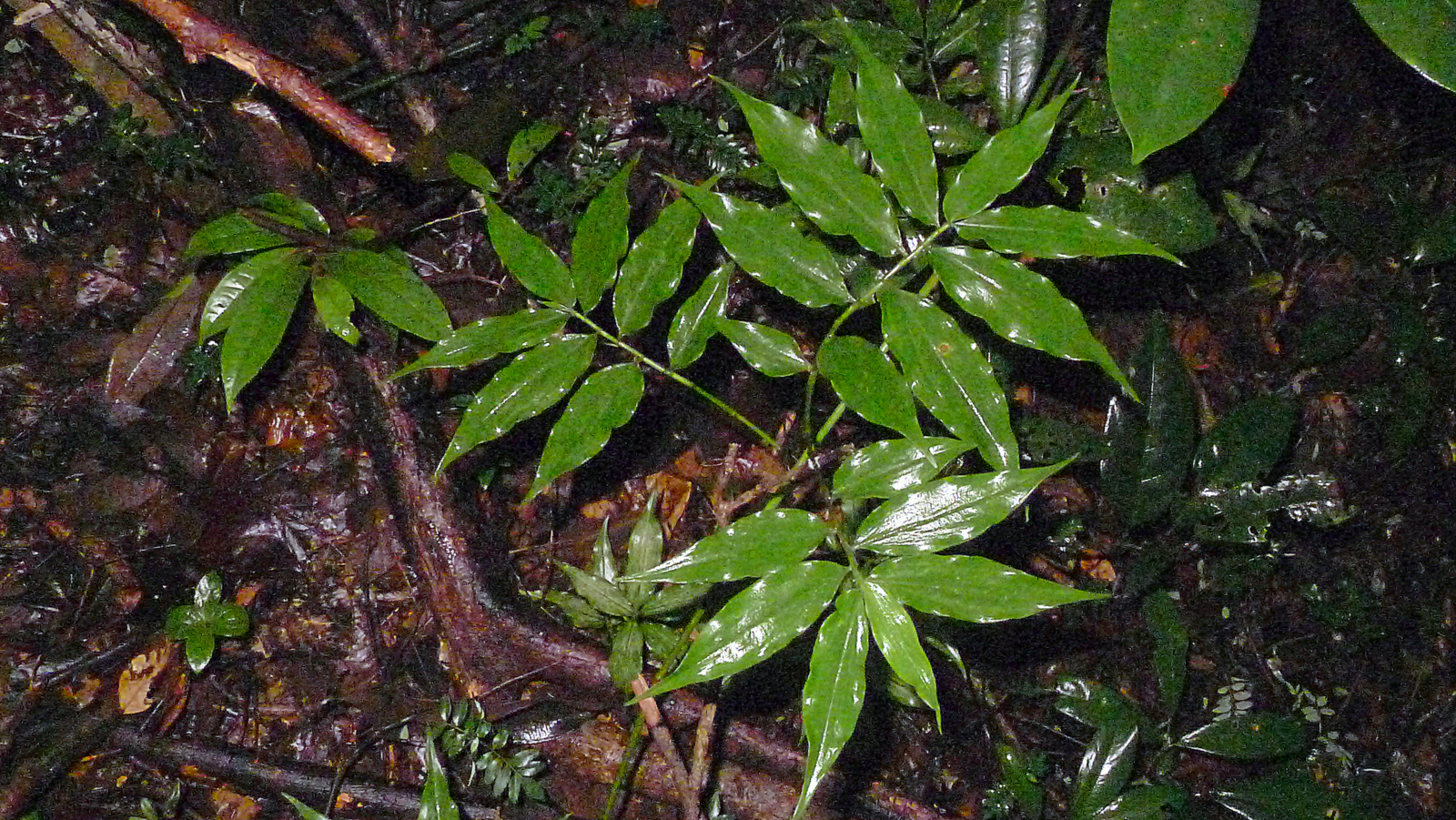
Jeune pied de Dichorisandra hexandra dans l'État de Bahia (Brésil)
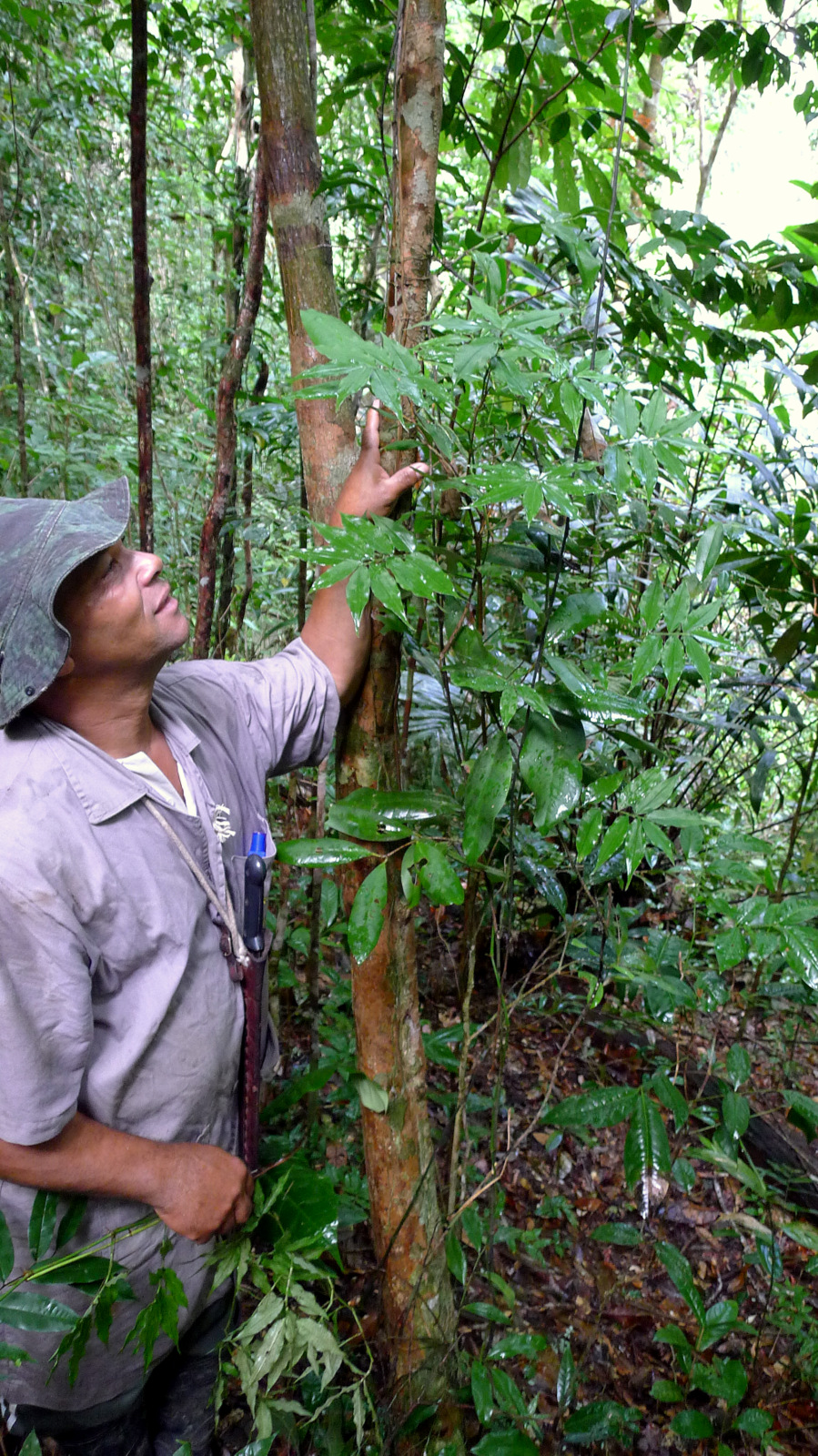
Pied de Dichorisandra hexandra
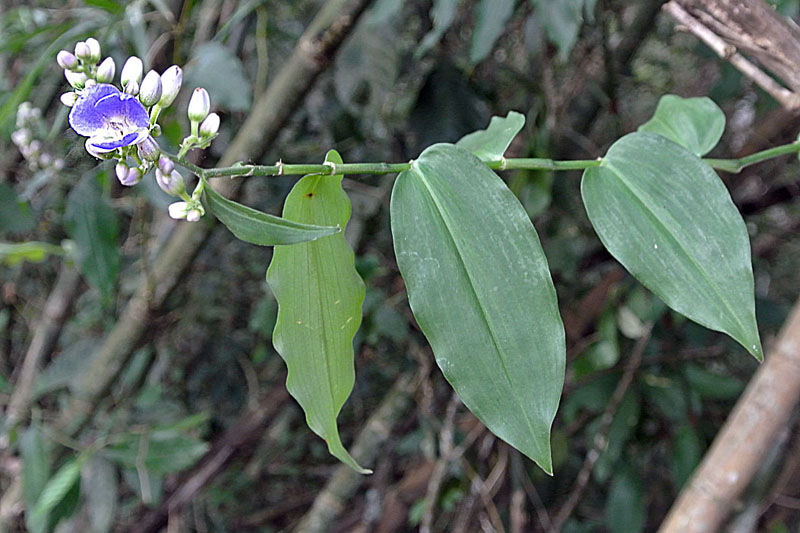
rameau florifère de Dichorisandra hexandra, dans la région d'Iguazú (nord-est de l'Argentine)
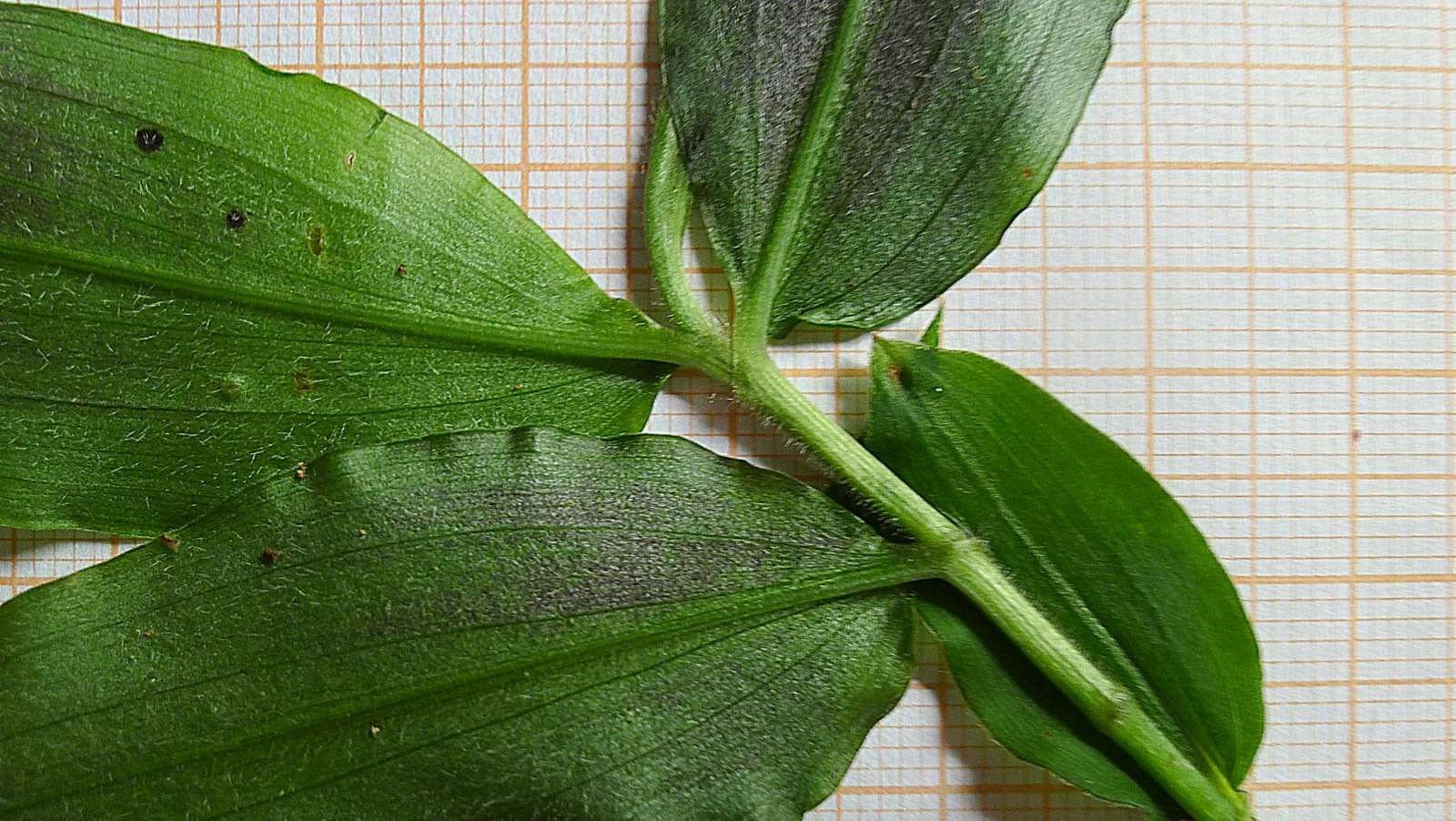
Insertion foliaire de Dichorisandra hexandra (détail)
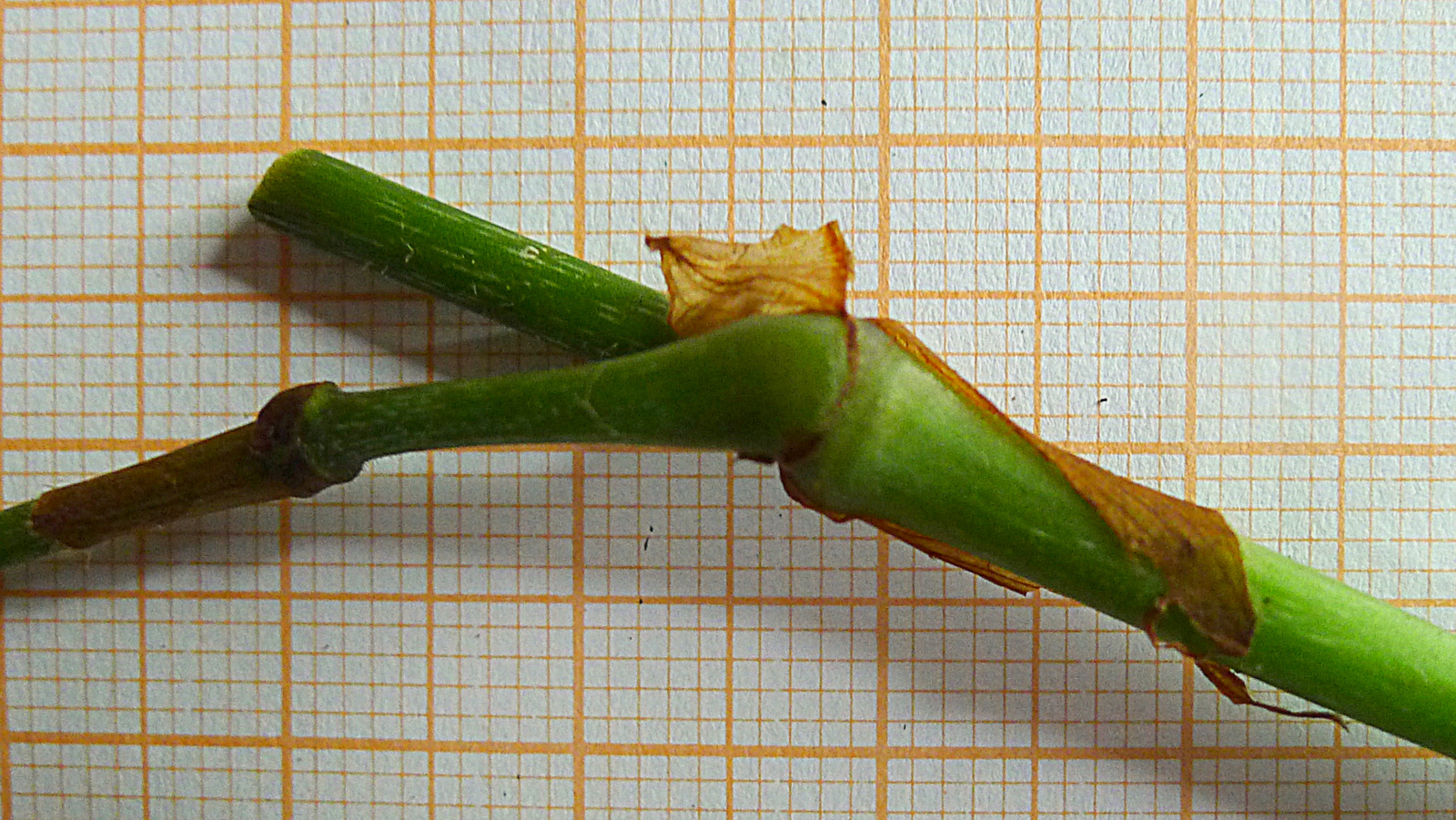
Ramification de la tige de Dichorisandra hexandra
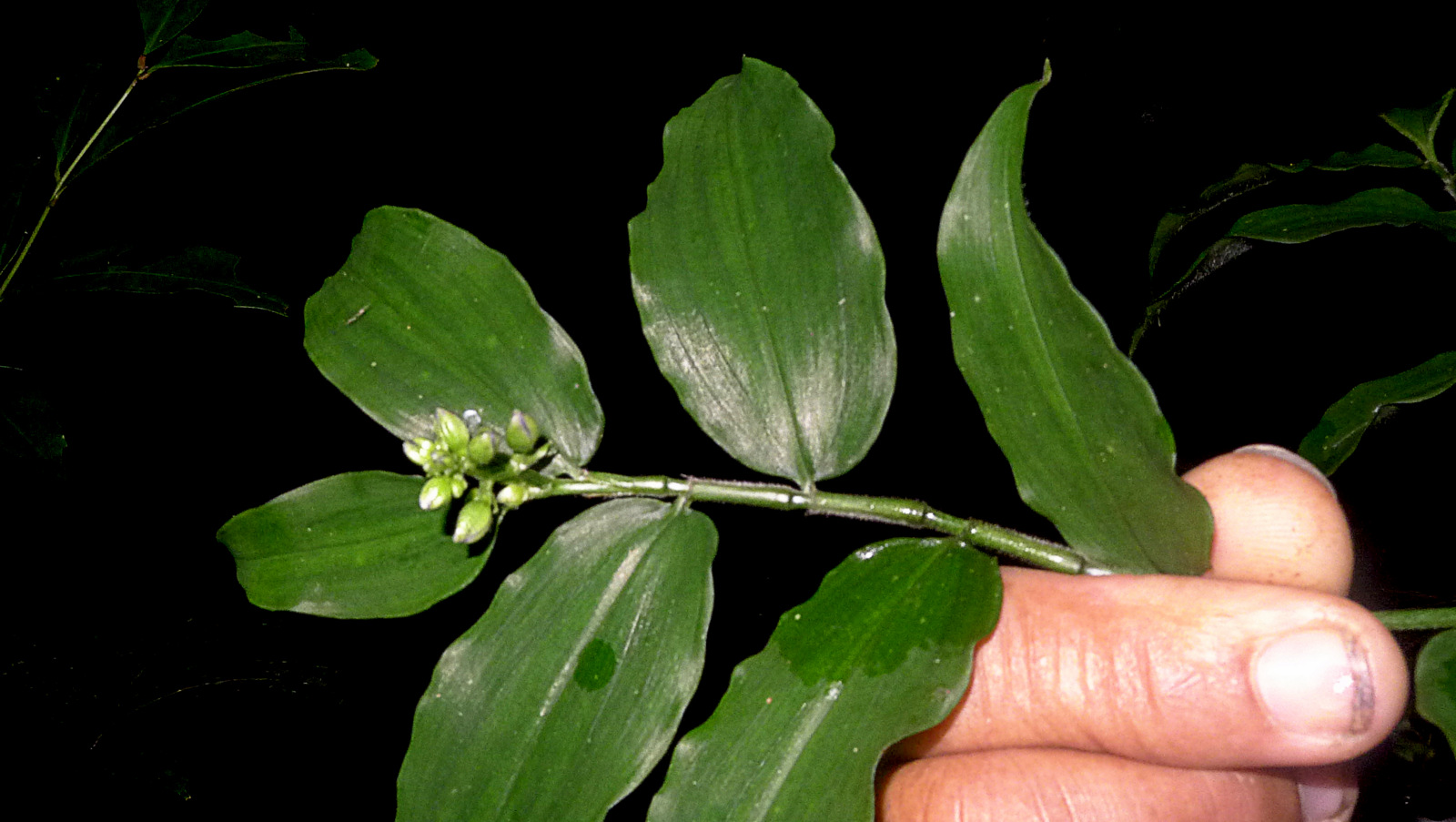
Boutons floraux de Dichorisandra hexandra
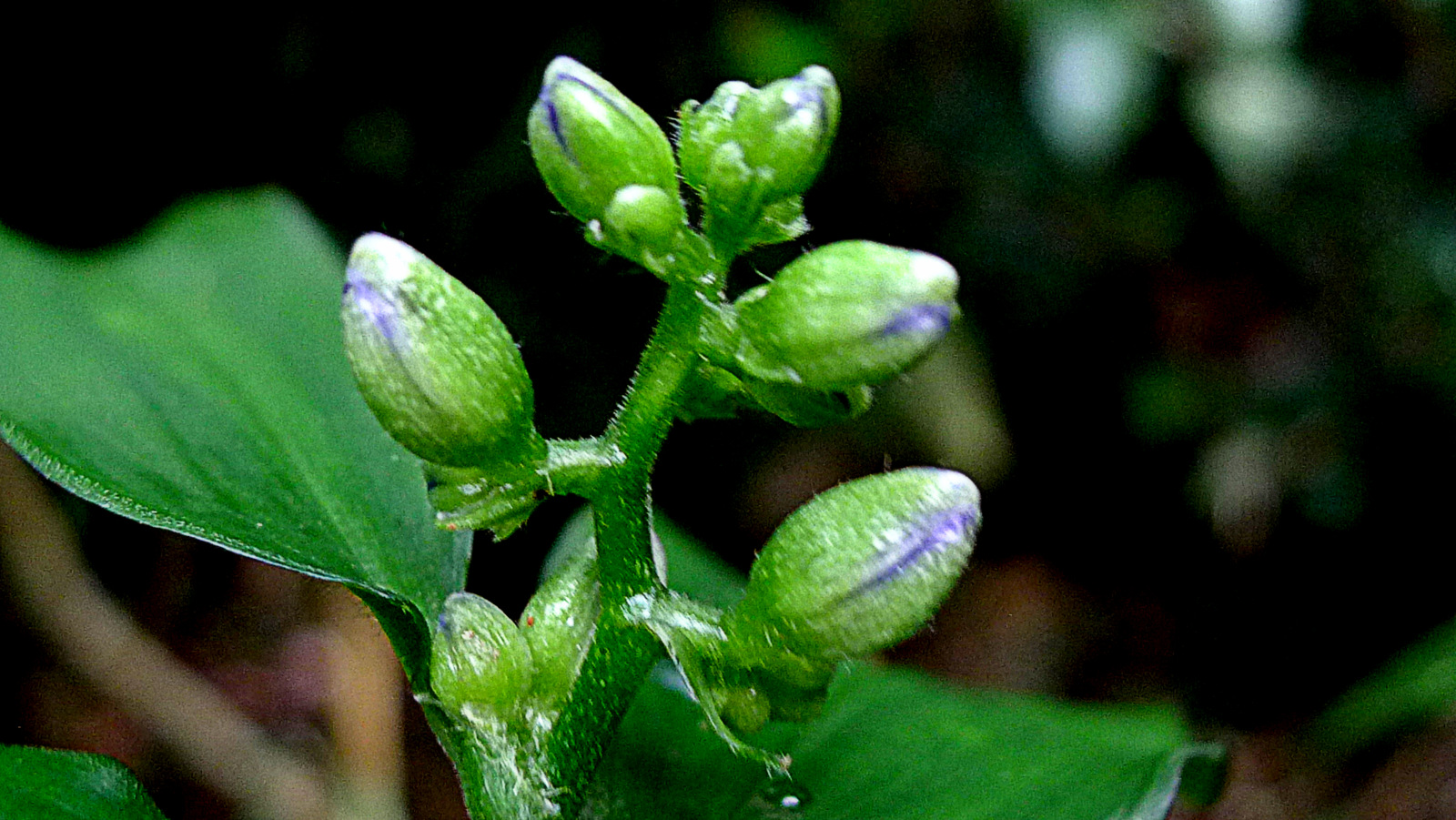
Boutons floraux de Dichorisandra hexandra
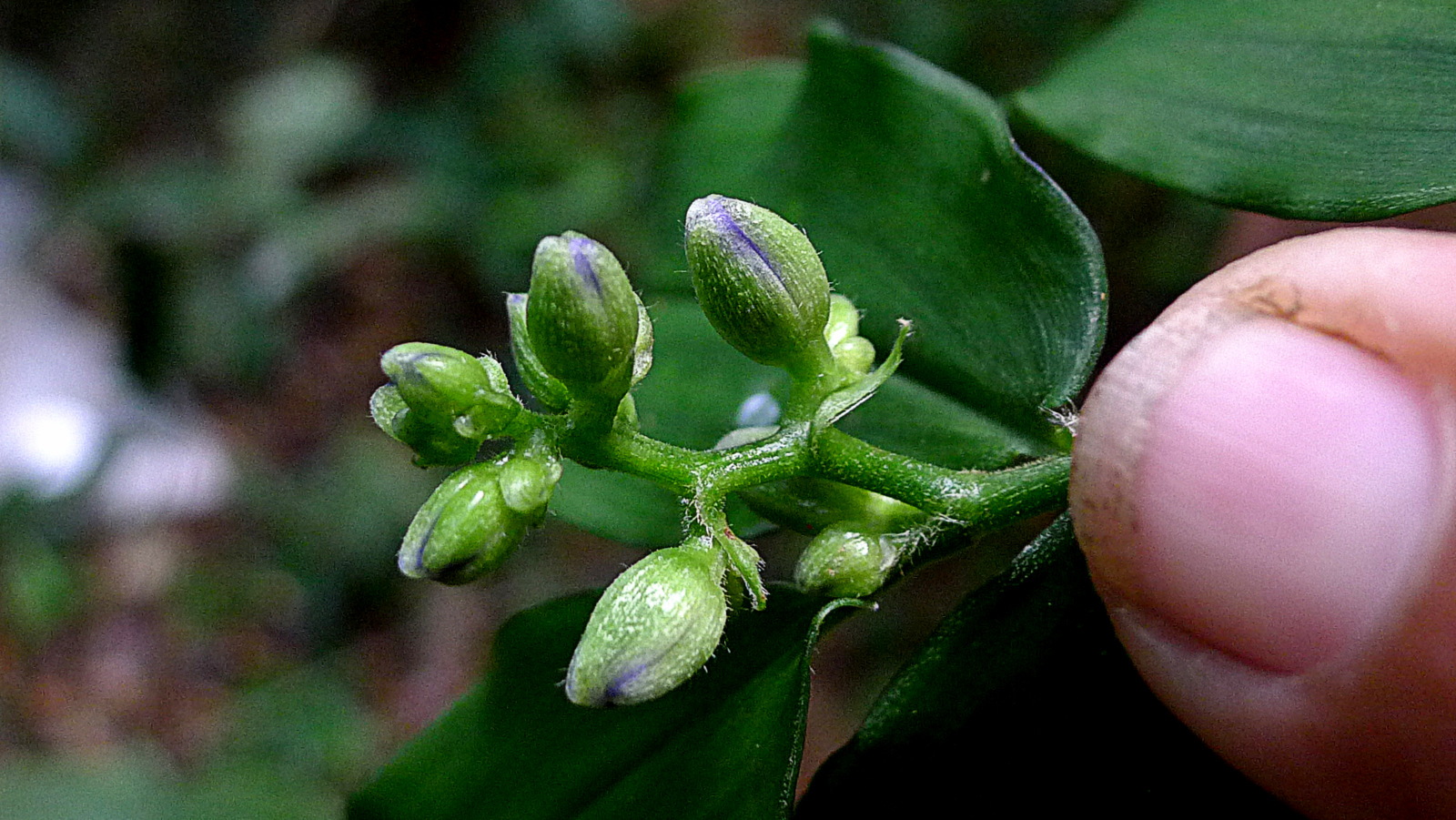
Boutons floraux de Dichorisandra hexandra
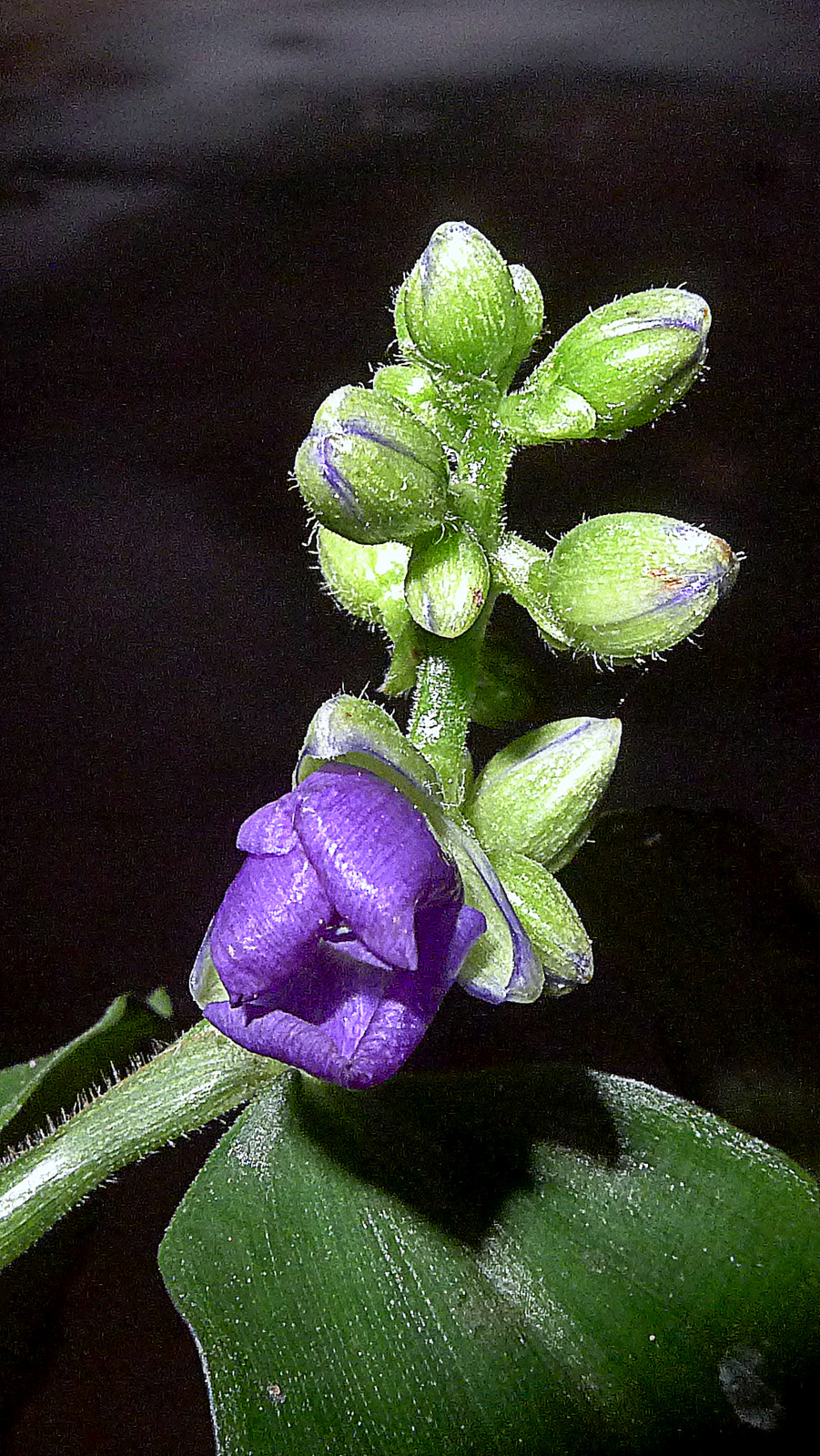
Fleur de Dichorisandra hexandra
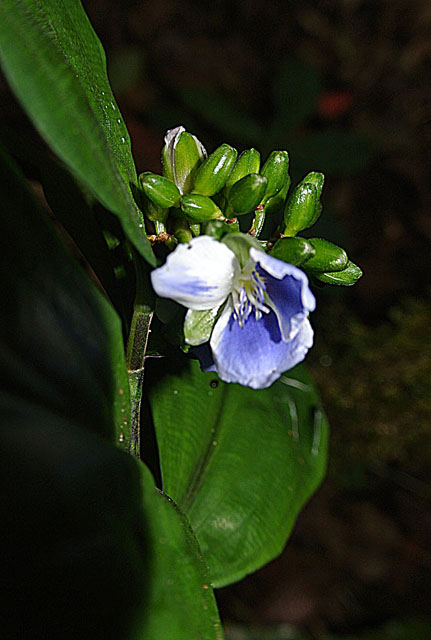
Fleur de Dichorisandra hexandra au sanctuaire de vie sauvage de Wildsumaco (Équateur)
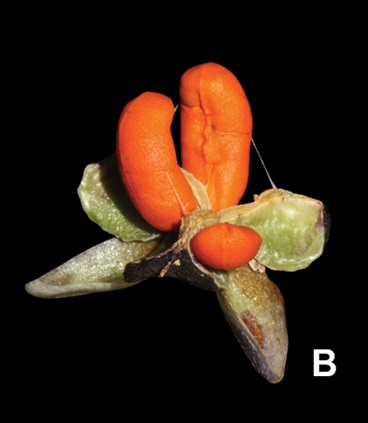
Arille orange autour des graines de Dichorisandra hexandra